# 桜井えま
桜井 えま（さくらい えま、2007年9月5日 - ）は、日本のアイドル、歌手、モデル、女優。私立恵比寿中学のメンバー。
神奈川県出身。スターダストプロモーション所属。

## 略歴
- 2021年、STARDUST PLANETのスタプラ研究生の一員となる。
- 2022年2月、ファッションブランド「ラブトキシック（Lovetoxic）」のレギュラーモデル（ラブトキガール）に就任。ティーンズブランド「ラブトキシック」を展開するナルミヤ・インターナショナルが開催した「ラブトキガールオーディション」にて最多得票を獲得。投票や面接審査・書類審査によって決まった[1][2]。
- 2022年夏、私立恵比寿中学（エビ中）の新メンバーオーディションに参加、最終審査へ進む（エマ として）[3][4]。
- 2022年10月1日、オーディションの結果、仲村悠菜と共に私立恵比寿中学の新メンバーとなる[5][6][7]。
- 2022年12月17日に幕張メッセイベントホールで開催された「私立恵比寿中学 New Style 大学芸会〜run in our ebichu family〜」が初ステージとなった[8][9][10]。
- 2023年9月13日、初の生誕ソロライブ「はにーえまいる〜沼1〜」をKT Zepp Yokohamaにて開催[11]。
- 2024年9月5日、生誕ソロライブ「はにーえまいる〜沼2〜」をKT Zepp Yokohamaにて開催[12]。
- 2024年9月11日、『月刊偶像』第六弾 九月号の楽曲「believe feat. 桜井えま（私立恵比寿中学）」をリリース。
- 2024年11月29日-12月8日、ミュージカル「Neo Doll」で主演・ルビー役を務める。
- 2025年1月22日-28日、舞台「あの日々に最高の花束を」に出演。

## 人物・エピソード
- 愛称は、えまち。ファンの呼称は、えまふれんず。
- 趣味は食べ歩き。特技はHIP-HOPダンス[13]。
- ファッション感度が高く、Instagramでコーデを発信している。へアレンジも得意で、ライブのヘアメイクをメンバーからリクエストされることもある[14]。
- 2023年1月14日、イベント「スタプラアイドルフェスティバル 〜今宵、シンデレラグループが決まる〜 powered by スタプラアイドルラジオ」にて「けん玉チャレンジ」に出場して優勝する[15]。

### 歌手として
特に歌唱力が評価されており、2023年12月からフジテレビ系『オールスター合唱バトル』に出演している。アイドルの歌力をフィーチャーしミュージシャンなどとコラボレーションするプロジェクト「月刊偶像」において、第六弾 九月号として703号室が担当した楽曲「believe feat. 桜井えま（私立恵比寿中学）」が2024年9月11日にリリースされた。2024年11月-12月にミュージカル「Neo Doll」で主演・ルビー役を務めた。

### 私立恵比寿中学関連
- 出席番号は16番[16]。
- メンバーカラーはハニーオレンジ 。みんなの太陽になれることをモットーに日々頑張っている[17]。
- 私立恵比寿中学の新メンバーとなり、「私がエビ中に入って良かったなと思って貰えるように、自分らしくファミリーの皆さんを楽しませられたらいいなと思います！皆さんを笑顔で癒せるような存在になりたいです。」とコメントした[18][19]。
- 初ステージとなった大学芸会のエンディングMCでは「私は（前日に卒業した柏木）ひなたちゃんのパートを受け継がせてもらえることが多くて『ひなたちゃんみたいに』と思っていたけど、まやさん（真山りか）が『えまはえまなりでいいんだよ』と言ってくれたことがうれしくて。今日は自分らしくパフォーマンスできてよかったです」と涙ながらに感じていた重圧を明かした[10]。後日インタビューで真山りかは「えまがいっぱいいっぱいで、私がかけた言葉がすごく響いたみたいで、個人的にはすごく嬉しかったです。」と語っている[20]。
- 2023年に向けて「大きなステージで立たせてもらっていることを当たり前と思わず、感謝を忘れずに、エビ中の良さも自分の良さも出していきたいです。」と語り[21]、年明けのラジオ『私立恵比寿中学放送部』公開収録では「エビ俳句」のコーナーで新年の抱負として一句「がむしゃらに とにかく頑張る がむしゃらに!!」を詠んだ[22]。
- 2023年2月12日に開催されたエビ中のファンクラブイベントにて、「エマ軍」の大将として真山りか、安本彩花、小林歌穂、風見和香を率いて5番勝負に挑み、仲村悠菜率いる「ユナ軍」から3勝を挙げ勝利した[23][24]。

## 出演

### テレビ
- オールスター合唱バトル（2023年12月28日 2024年7月14日 2024年12月29日、フジテレビ系列）

### インターネット配信／動画
- Lovetoxic ラブトキTV（2022年2月 - 2023年4月、YouTube）- 不定期出演
- やかんとアイドル（2023年2月13日〜17日、12月1日〜3日、YouTube）
- 桜井えまのルーム（2023年7月19日 - 、SHOWROOM）- 不定期配信

### モデル
- ラブトキシック（Lovetoxic） - レギュラーモデル（2022年2月〜2023年4月、ナルミヤ・インターナショナル）[13][25]
- That's life（2023年5月）[26]
- とびながさんのおようふくやさん（2023年6月）[27][28]
- KINGLYMASK 2023 A/W Collection（2023年10月25日公開）[29]

### 舞台
- 東京やかんランド vol.4「新星組〜幕末薬缶見廻隊〜」（2023年12月5日、KANDA SQUARE HALL） - 近藤勇足 役
- ミュージカル「Neo Doll」（2024年11月29日 - 12月8日、シアターH） - 主演・ルビー役（Wキャスト）[30]
- 100点un・チョイス！10周年記念公演第3弾「あの日々に最高の花束を」（2025年1⽉22⽇ - 1⽉28⽇、赤坂RED/THEATER）
- 劇団バルスキッチン第43回公演 「商店街グランドリオン2025」（2025年9月3日 - 9月7日、あうるすぽっと（豊島区立舞台芸術交流センター））- ヒロイン 花村恵/姫 役[31]

### イベント
- ニコニコ超会議2024 サンエックス超大集合スペシャルステージ（2024年4月27日、幕張メッセ）

## 書籍

### 雑誌
- B.L.T.（2022年12月号[注 1][32]、東京ニュース通信社）
- UTB（2023年2月号[注 2]、12月号[注 3]、ワニブックス）
- 月刊ENTAME（2023年3月・4月合併号[注 2]、8月号[注 4]、徳間書店）
- B.L.T. graduation2023 中学卒業[33]（東京ニュース通信社）
- 月刊にいがた（2023年5月号[注 5]、ジョイフルタウン）
- Top Yell NEO 2024 SPRING[注 2]（竹書房）
- S Cawaii! （2024年8月号、主婦の友社）[注 6]
- 月刊わんこ（vol.11、ジェイロック）[34]

## 参加作品
- プロジェクト『月刊偶像』第六弾 九月号 楽曲「believe feat. 桜井えま（私立恵比寿中学）」（2024年9月11日リリース）[35] - 楽曲提供：703号室

## コラボレーション
- TIMELINEクラウドファンディング オリジナルブレンドコーヒー（2025年） - 鎌倉市のスペシャルティコーヒー専門店「Alpha Betti Cafe」とコラボしたオリジナルブレンドコーヒーを販売した[36]。